# Arctosa marocensis
Arctosa marocensis är en spindelart som beskrevs av Roewer 1960. Arctosa marocensis ingår i släktet Arctosa och familjen vargspindlar.
Artens utbredningsområde är Marocko. Inga underarter finns listade i Catalogue of Life.